# The Fast and the Furious (jeu vidéo, 2006)
Pour les articles homonymes, voir The Fast and the Furious.
The Fast and the Furious est un jeu vidéo de course sorti en 2006 pour PlayStation 2 et PlayStation Portable. Le jeu est basé sur la série de films du même nom, et en particulier Fast and Furious: Tokyo Drift. Le jeu est considéré comme un successeur spirituel de Street Racing Syndicate de 2004. Il devait initialement être édité par Universal Interactive, mais la société a fermé ses portes avant que le jeu ne soit terminé. Une version Xbox était également prévue mais a été annulée.

## Système de jeu
Les joueurs font la course sur l'autoroute Shuto (Wangan) ou les routes de montagne (Touge). Sur l'autoroute, les joueurs peuvent participer à des courses pour atteindre la vitesse la plus élevée entre le départ et l'arrivée, les routes de montagne ont des compétitions pour les plus dérivants. Des hotspots sont positionnés le long des routes pour accéder aux départs de course et aux concessionnaires automobiles. Ces garages ont été présentés dans le film The Fast and the Furious: Tokyo Drift. Il existe huit concessionnaires différents où les véhicules peuvent être achetés: Nissan, Mitsubishi, Mazda, Honda, Toyota, Subaru, Lexus et une base navale américaine où, selon le livret d'instructions inclus avec le jeu, les voitures sont amenés par des soldats en poste qui finissent par les vendre ou sont simplement importés. Les magasins de tuning sont répartis sur la carte et proposent des améliorations de performances, des améliorations visuelles et des travaux de peinture qui sont gratuits et entièrement personnalisables par le joueur. Le jeu comprend de nombreuses voitures japonaises telles que la Mazda RX-7, la Mitsubishi Lancer Evolution, la Subaru Impreza WRX STI, la Toyota Supra, la Honda NSX et la Nissan Skyline. Cependant, les véhicules Honda et Acura n'étaient pas présentés dans la version PAL, en raison de problèmes de licence. Il existe également des voitures américaines telles que la Chevrolet Corvette Z06 et la Shelby GT500, ainsi que des variantes américaines de voitures et de voitures japonaises fabriquées par les constructeurs automobiles japonais en Amérique comme la Honda Civic SI Coupé et Mitsubishi Eclipse.

## Développement
En 2003, un jeu du même nom était en cours de développement puis annulé. La bande-annonce promotionnelle fait partie des bonus du DVD 2 Fast 2 Furious. Cependant, les deux jeux ont été développés par deux développeurs différents (le jeu annulé en 2003 par Genki; le jeu sorti en 2006 par Eutechnyx). 

## Accueil
Le jeu a rencontré un accueil très mitigé. GameRankings et Metacritic lui ont donné un score de 58% et 59 sur 100 pour la version PlayStation 2, et 55% et 58 sur 100 pour la version PSP.  